# Il est né le divin Enfant
Il est né le divin Enfant (з фр. Народилося Божеє дитяко) — французький різдвяний гімн. Мелодія запозичена з нормандської мисливської пісні XVII ст. «La tête bizarde», уперше опублікованої у 1862 році   Р. Грожаном, органістом із собору Сен-Дьє, у збірнику лотаринзьких колядок «Airs des noêl lorrains». Слова колядки Il est né le divin Enfant уперше були надруковані у збірнику колядок «Noêls anciens» (1875 або 1876).

## Текст
| Il est né le divin Enfant Jouez hautbois, résonnez musettes Il est né le divin Enfant Chantons tous son avènement Depuis plus de quatre mille ans Nous le promettaient les prophètes Depuis plus de quatre mille ans Nous attendions cet heureux temps Il est né le divin Enfant Jouez hautbois, résonnez musettes Il est né le divin Enfant Chantons tous son avènement Ah! Qu'il est beau, qu'il est charmant Ah! Que ses grâces sont parfaites Ah! Qu'il est beau, qu'il est charmant Qu'il est doux ce divin Enfant Il est né le divin Enfant Jouez hautbois, résonnez musettes | Il est né le divin Enfant Chantons tous son avènement Une étable est son logement Un peu de paille est sa couchette Une étable est son logement Pour un Dieu, quel abaissement Il est né le divin Enfant Jouez hautbois, résonnez musettes Il est né le divin Enfant Chantons tous son avènement Oh! Jésus, Oh! Roi tout puissant Tout petit enfant que vous êtes Oh! Jésus, Oh! Roi tout puissant Régnez sur nous entièrement Il est né le divin Enfant Jouez hautbois, résonnez musettes Il est né le divin Enfant Chantons tous son avènement | Il est né le divin Enfant Запис пісні у виконанні Мірей Матьє (1968). Проблеми з програванням файлу? Див. довідку . |

## Переклад
Українською мовою переданий лише смисл колядки:
| Приспів: Він народився, Божеє дитятко, Гобої, грайте, звучить, волинки, Божеє дитятко народилося, Прославимо його пришестя. Вже понад чотирьох тисячоліть, Пророки нам це обіцяли, Вже понад чотирьох тисячоліть, Ми чекали на цей щасливий момент. Приспів: О, як же він прекрасний і чарівний, О, яка ж його благодать досконала, О, як же він прекрасний і чарівний, Який він милий, Божеє дитятко. Приспів: | Хлів - його житло, Ліжечко - трохи соломи, Хлів - його житло, Для Бога яке приниження! Приспів: Ідіть, волхви зі Сходу! Приєднуйтесь до нас, Ідіть, волхви зі Сходу! Любіть цю дитину! Приспів: О, Ісусе! О, Цар всемогутній! Весь ти в цій дитинці. О, Ісусе! О, Цар всемогутній! Повністю воцарися над нами. Приспів: |